# 박물관미술관학예사운영위원회
박물관미술관학예사운영위원회는 학예사 자격요건의 심사 기타 학예사 제도의 시행에 관한 사항을 심의하기 위하여 설치된 대한민국 문화체육관광부 소속의 자문위원회이다.

## 설치 근거
- 박물관 및 미술관 진흥법 제6조 및 시행령 제5조

## 기능
- 준학예사 시험의 기본방향 수립
- 학예사자격취득 신청자의 등급별 학예사 자격요건 심사
- 경력인정대상기관의 인정 및 학예사제도 개선방안 논의 등

## 같이 보기
- 박물관 및 미술관 준학예사

## 조직
- 위원장 : 위원 중 호선
- 위원 : 총 10명 (위촉직)